# 15551 Paddock
15551 Paddock è un asteroide della fascia principale. Scoperto nel 2000, presenta un'orbita caratterizzata da un semiasse maggiore pari a 3,0470666 au e da un'eccentricità di 0,1764658, inclinata di 9,00489° rispetto all'eclittica.
L'asteroide è dedicato a George e Courtney Paddock.